# Élections législatives de 1962 dans l'Orne
Les élections législatives françaises de 1962 se déroulent les 18 et 25 novembre 1962. Dans le département de l'Orne, trois députés sont à élire dans le cadre de trois circonscriptions.

## Élus
| Circonscription | Député sortant                              | Parti | Parti | Député élu ou réélu | Parti | Parti   |
| --------------- | ------------------------------------------- | ----- | ----- | ------------------- | ----- | ------- |
| 1re             | Émile Janvier suppléant de Louis Terrenoire |       | UNR   | Louis Terrenoire    |       | UNR-UDT |
| 2e              | Roland Boudet                               |       | UNR   | Ernest Voyer        |       | UNR-UDT |
| 3e              | Émile Halbout                               |       | MRP   | Émile Halbout       |       | MRP     |

## Résultats

### Résultats à l'échelle du département
| Parti          | Parti                                          | Premier tour | Premier tour | Second tour | Second tour | Sièges |
| Parti          | Parti                                          | Voix         | %            | Voix        | %           | Sièges |
| -------------- | ---------------------------------------------- | ------------ | ------------ | ----------- | ----------- | ------ |
|                | Union pour la nouvelle République (UDT)        | 30 622       | 28,41        | 14 079      | 39,98       | 2      |
|                | Modérés                                        | 20 848       | 19,34        | 12 119      | 34,41       | 0      |
|                | Majorité présidentielle                        | 51 470       | 47,76        | 26 198      | 74,39       | 2      |
|                |                                                |              |              |             |             |        |
|                | Mouvement républicain populaire                | 32 364       | 30,03        | Retrait     | Retrait     | 1      |
|                | Centre démocratique                            | 32 364       | 30,03        |             |             | 1      |
|                |                                                |              |              |             |             |        |
|                | Section française de l'Internationale ouvrière | 9 288        | 8,62         |             |             | 0      |
|                | Parti communiste français                      | 8 898        | 8,26         | Retrait     | Retrait     | 0      |
|                | UDSR                                           | 5 755        | 5,34         | 9 017       | 25,61       | 0      |
|                |                                                |              |              |             |             |        |
| Inscrits       | Inscrits                                       | 167 630      | 100,00       | 52 013      | 100,00      | 3      |
| Abstentions    | Abstentions                                    | 54 336       | 32,41        | 15 597      | 29,99       |        |
| Votants        | Votants                                        | 113 294      | 67,59        | 36 416      | 70,01       |        |
| Blancs et nuls | Blancs et nuls                                 | 5 519        | 4,87         | 1 201       | 3,3         |        |
| Exprimés       | Exprimés                                       | 107 775      | 95,13        | 35 215      | 96,7        |        |

### Résultats par circonscription

#### Première circonscription (Alençon)
|                | Louis Terrenoire sortant réélu | UNR-UDT        | 20 503 | 53,95  |  |  |  |
|                | Jacques Roulleaux-Dugage       | Modérés        | 11 894 | 31,3   |  |  |  |
|                | Henri Alexandre                | SFIO           | 3 019  | 7,94   |  |  |  |
|                | André Baptiste                 | PCF            | 2 587  | 6,81   |  |  |  |
|                |                                |                |        |        |  |  |  |
| Inscrits       | Inscrits                       | Inscrits       | 55 638 | 100,00 |  |  |  |
| Abstentions    | Abstentions                    | Abstentions    | 16 477 | 29,61  |  |  |  |
| Votants        | Votants                        | Votants        | 39 161 | 70,39  |  |  |  |
| Blancs et nuls | Blancs et nuls                 | Blancs et nuls | 1 158  | 2,96   |  |  |  |
| Exprimés       | Exprimés                       | Exprimés       | 38 003 | 97,04  |  |  |  |

#### Deuxième circonscription (Mortagne-au-Perche - L'Aigle)
| Candidat       | Candidat              | Parti          | Premier tour | Premier tour | Second tour | Second tour |  |
| Candidat       | Candidat              | Parti          | Voix         | %            | Voix        | %           |  |
| -------------- | --------------------- | -------------- | ------------ | ------------ | ----------- | ----------- |  |
|                | Ernest Voyer élu      | UNR-UDT        | 10 119       | 30,79        | 14 079      | 39,98       |  |
|                | Roland Boudet sortant | Modérés        | 8 954        | 27,24        | 12 119      | 34,41       |  |
|                | Louis Mermaz          | UDSR           | 5 755        | 17,51        | 9 017       | 25,61       |  |
|                | Jean-Marie Daillet    | MRP            | 3 997        | 12,16        | Retrait     | Retrait     |  |
|                | Michel Poilpré        | PCF            | 2 537        | 7,72         | Retrait     | Retrait     |  |
|                | Lucien Petel          | SFIO           | 1 506        | 4,58         |             |             |  |
|                |                       |                |              |              |             |             |  |
| Inscrits       | Inscrits              | Inscrits       | 51 949       | 100,00       | 52 013      | 100,00      |  |
| Abstentions    | Abstentions           | Abstentions    | 17 102       | 32,92        | 15 597      | 29,99       |  |
| Votants        | Votants               | Votants        | 34 847       | 67,08        | 36 416      | 70,01       |  |
| Blancs et nuls | Blancs et nuls        | Blancs et nuls | 1 979        | 5,68         | 1 201       | 3,3         |  |
| Exprimés       | Exprimés              | Exprimés       | 32 868       | 94,32        | 35 215      | 96,7        |  |

#### Troisième circonscription (Argentan - Flers)
|                | Émile Halbout sortant réélu | MRP            | 28 367 | 76,87  |  |  |  |
|                | Alfred Manseau              | SFIO           | 4 763  | 12,91  |  |  |  |
|                | Lucien Châtelais            | PCF            | 3 774  | 10,23  |  |  |  |
|                |                             |                |        |        |  |  |  |
| Inscrits       | Inscrits                    | Inscrits       | 60 043 | 100,00 |  |  |  |
| Abstentions    | Abstentions                 | Abstentions    | 20 757 | 34,57  |  |  |  |
| Votants        | Votants                     | Votants        | 39 286 | 65,43  |  |  |  |
| Blancs et nuls | Blancs et nuls              | Blancs et nuls | 2 382  | 6,06   |  |  |  |
| Exprimés       | Exprimés                    | Exprimés       | 36 904 | 93,94  |  |  |  |